# Ghetto Gospel
«Ghetto Gospel» — сингл Тупака с альбома Loyal to the Game. Песня была спродюсирована рэпером Эминемом и содержит сэмплы из песни английского певца Элтона Джона Indian Sunset (1971). Песня была записана ещё в 1992 году Тупаком, как протест войн на улицах, сделав большой уклон в описание жизни на улицах; в видеоклипе, снятом на песню, можно увидеть жизнь молодого человека, борющегося за выживание на улицах. В конце клипа появляется послание от матери Тупака, Афени Шакур, в котором она обращается: «Remember to keep yourself alive, there is nothing more important than that» (рус. «Запомни, нет ничего важнее того, чтобы сохранить себя в живых»).

## Дорожки
- Промо 12"

1. «Ghetto Gospel» (radio edit) — 3:58
2. «Ghetto Gospel» (LP version) — 3:58
3. «Ghetto Gospel» (radio edit) — 3:58
4. «Ghetto Gospel» (LP version) — 3:58
5. «Ghetto Gospel» (instrumental) — 3:58

- Макси CD

1. «Ghetto Gospel» — 3:58
2. «Thugs Get Lonely Too» — 4:48
3. «Ghetto Gospel» (instrumental) — 3:58
4. «Ghetto Gospel» (видеоклип)

## Чарты и сертификация

### Чарты
| Чаты (2005-06)               | Максимальная позиция |
| ---------------------------- | -------------------- |
| Australian Charts (ARIA)     | 1                    |
| Austrian Charts              | 3                    |
| Belgium Charts (Flanders)    | 25                   |
| Belgium Charts (Wallonia)    | 5                    |
| Danish Charts                | 20                   |
| Чехия (Rádio — Top 100)      | 1                    |
| European Hot 100 (Billboard) | 3                    |
| German Charts                | 3                    |
| Irish Singles Charts         | 1                    |
| New Zealand Charts           | 3                    |
| Switzerland Chart            | 7                    |
| UK Singles Chart             | 1                    |

### Сертификация
| Регион | Сертификация | Продажи |
| --- | ------------ | ------- |
| Австралия (ARIA) | Платиновый   | 70 000^ |
| Германия (BVMI) | Золотой      | 150 000 |
| Великобритания (BPI) | Платиновый   | 600 000 |
| ^ Данные о тиражах приведены только на основе сертификации. · Данные о продажах + прослушиваниях приведены только на основе сертификации. |              |         |